# Trewavasia
Trewavasia es un género extinto de peces que vivió durante la época del Cretácico.

## Especies
Clasificación del género Trewavasia:
- † Trewavasia (White & Moy-Thomas 1941)
  - † Trewavasia carinata (Davis 1887)